# Zvýrazňovač

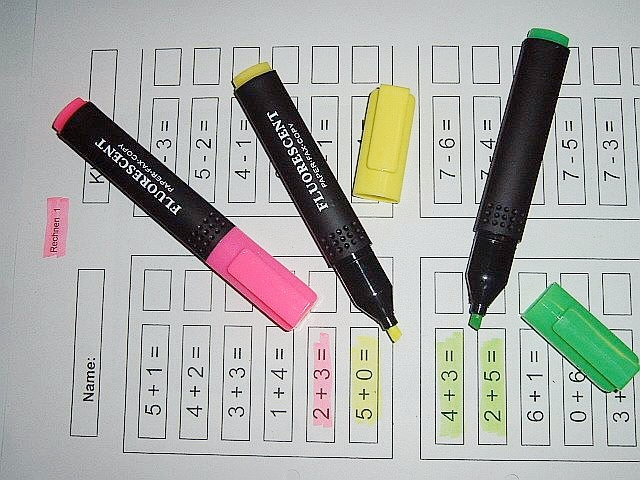
Zvýrazňovače

Zvýrazňovač je psací potřeba, která se používá ke zvýraznění napsaného nebo vytištěného textu. Zvýrazňovač má různé barvy. Použití zvýrazňovače je však v některých případech neefektivní. Při zvýrazňování textu vytištěného na inkoustové tiskárně se text rozmazává, a zvýrazňovač zanáší barvou inkoustu. Náplň zvýrazňovače obsahuje látky, které přeměňují ultrafialové záření na viditelné světlo a tím ho zesilují.